# Hermansverk
Hermansverk/Leikanger este o localitate din comuna Leikanger, provincia Sogn og Fjordane, Norvegia, cu o suprafață de 1,97 km² și o populație de 2.062 locuitori (2013).